# Maciste, Chasseur alpin
Pour les articles homonymes, voir Maciste.
Pour plus de détails, voir Fiche technique et Distribution.
Maciste, Chasseur alpin (Maciste alpino) est un film de guerre italien muet réalisé par Luigi Romano Borgnetto (it), Giovanni Pastrone et Luigi Maggi et sorti en 1916.

## Synopsis
En 1916, le royaume d'Italie est impliqué dans la Première Guerre mondiale dans la lutte contre les troupes de l'Empire austro-hongrois. Le géant Maciste sent qu'il doit se rendre utile et s'enrôle dans les chasseurs alpins de l'armée italienne.

## Fiche technique
- Titre original italien : Maciste alpino[1] ou Maciste alpinista
- Titre français : Maciste, Chasseur alpin[2]
- Réalisateur : Luigi Romano Borgnetto (it), Luigi Maggi et Giovanni Pastrone
- Scénario : Giovanni Pastrone d'après le personnage créé par Gabriele D'Annunzio.
- Photographie : Giovanni Tomatis (it)
- Effets spéciaux : Segundo de Chomón
- Société de production : Itala Film
- Pays de production :  Royaume d'Italie
- Format : Noir et blanc (colorisation ultérieure) - 1,33:1 - muet - 35 mm
- Durée : 85 minutes
- Genre : Film de guerre, film d'aventures
- Dates de sortie :
  - Royaume d'Italie : 6 décembre 1916
  - France : 16 novembre 2014[2]

## Distribution
- Bartolomeo Pagano : Maciste
- Valentina Frascaroli : Giulietta
- Enrico Gemelli : Comte de Pratolungo
- Marussia Allesti : la jeune comtesse de Pratolungo
- Felice Minotti
- Fido Schirru : Fritz Pluffer
- Evangelina Vitaliani

## Production

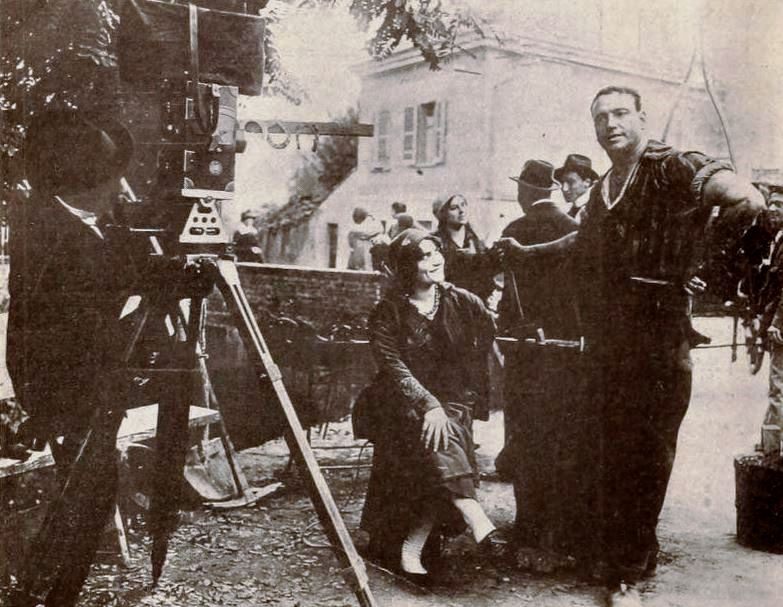
Sur le plateau de tournage du film.

Il s'agit d'un des premiers films parmi les nombreux consacrés au personnage de Maciste, né grâce à Giovanni Pastrone dans le film épique Cabiria en 1914 et qui a donné à Pagano un énorme succès en Italie et à l'étranger, et dont le nom est dû à Gabriele D'Annunzio qui a ainsi créé un néologisme encore utilisé aujourd'hui en italien.
Maciste, Chasseur alpin ne se démarque pas d'une saga de films qui sera (à l'exception de Maciste aux enfers) essentiellement un divertissement d'évasion. En effet, la guerre n'est pas abordée dans ses aspects critiques, encore moins dans ses aspects sanglants. Il est pourtant considéré par certains analystes comme emblématique de la propagande de guerre de la période,.

## Accueil critique
Selon Jacqueline Reich, Maciste, Chasseur alpin est le film le plus connu et le plus apprécié par la critique de la série Maciste.

## Restauration
Le 26 août 2014, la Biennale de Venise a présenté en avant-première la copie restaurée par la Biennale elle-même avec la collaboration du Musée national du cinéma de Turin.